# Polypedates taeniatus
Polypedates taeniatus är en groddjursart som först beskrevs av George Albert Boulenger 1906.  Polypedates taeniatus ingår i släktet Polypedates och familjen trädgrodor. IUCN kategoriserar arten globalt som livskraftig. Inga underarter finns listade i Catalogue of Life.